# ين بو را
يون بورا (هانغل: 윤보라) (من مواليد 30 يناير 1990 في كوريا الجنوبية) هي مغنية كورية جنوبية بدأت مسيرتها الفنية عام 2010. هي عضوة في فرقة سيستار.

## روابط خارجية
- ين بو را على موقع IMDb (الإنجليزية)
- ين بو را على موقع ميوزك برينز (الإنجليزية)
- ين بو را على موقع قاعدة بيانات الفيلم (الإنجليزية)